# HD 32356
HD 32356，又名BD+60 857，SAO 13369、HR 1624，是一颗恒星，视星等为6.04，位于銀經149.19，銀緯12.11，其B1900.0坐标为赤經4h 57m 27.4s，赤緯+61° 12.11′ 57″。